# Xysticus nebulo
Xysticus nebulo är en spindelart som beskrevs av Simon 1909. Xysticus nebulo ingår i släktet Xysticus och familjen krabbspindlar.
Artens utbredningsområde är Vietnam. Inga underarter finns listade i Catalogue of Life.